# Ирудица

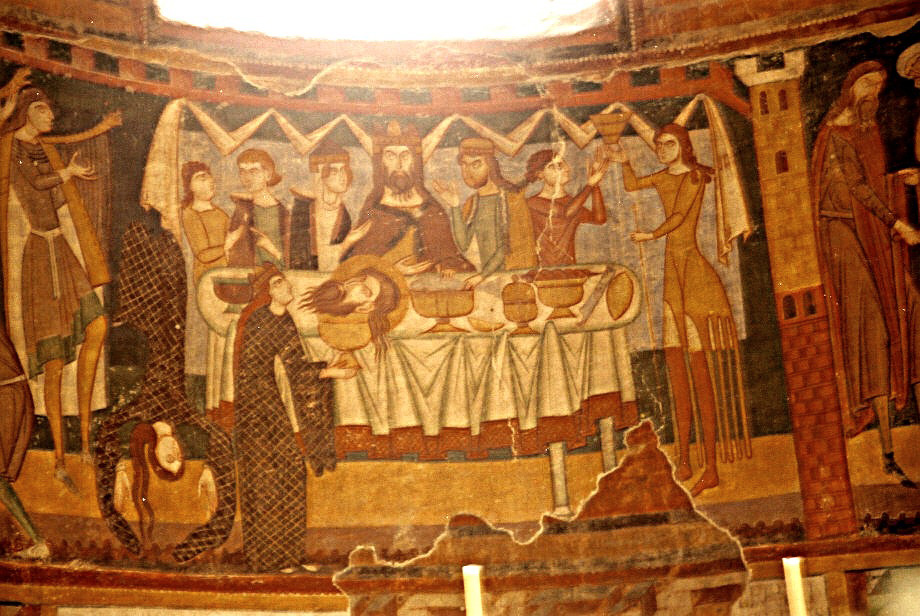
Танец Саломеи, фреска в монастыре Святого Иоанна, XII век. Мюстаир, Швейцария

Ирудица (хорв. Irudica), также редуцированное Рудица (хорв. Rudica) — в западнославянской народной демонологии злой дух, находящийся в вихре. Метеорологическое представление основано на основе трансформации негативно изображённых в Евангелии образов Иродиады и её дочери Саломеи. Иродиада была замужем за своим дядей Иродом Филиппом I и имела от него дочь Саломею, но «увлеклась преступной связью» с его единокровным братом, Иродом Антипой. Против этого выступил пророк Иоанн Креститель. Танец юной Саломеи на праздновании дня рождения Ирода Антипы привёл к тому, что он согласился выполнить любое её желание, и, будучи научена своей матерью, Саломея потребовала убить Иоанна Крестителя. После казни ей была принесена на блюде его голова. (Мф. 14:1—12; Мк. 6:14—29; Лк. 9:7—9). По народным легендам Иродиада и Саломея понесли кару Божью. В некоторых из них дочь Ирода была обезглавлена. В Каталонии верили в то, что мать и дочь «осуждены были вечно блуждать, одинокие и неутешные». Впоследствии в народных представлениях имя матери было перенесено на Саломею. У церковного историка Никифора Каллиста божьей волей её голова осуждена вечно танцевать. По сообщению из Альтмарка (Германия), Herodîna Tochter за смерть святого Иоанна обречена вечно летать в вихре. В Германии также говорили, что пляска была заменена на ночные блуждания. Историк литературы Александр Веселовский предположил, что в известном сюжете о «дикой охоте» участвуют обезглавленный Иоанн, преследующий Саломею (Иродиаду). 
Танцы осуждались церковью и в народной мифо-поэтической образности отождествлялись с вихрем, позже с демонической свадьбой. У хорватов внучка Ирода Великого известна как Poganica (Поганица), а её дочь Саломея как Irudica (Ирудица). В Далмации Иоанн Креститель выступал в качестве защитника от громовых ударов, которые по воле Божьей были направлены против Ирудицы. Спасаясь от молний она обречена скитаться по свету не находя нигде укрытия и изрешечена молниями. На хорватском острове Хвар бытовала песня, в которой были следующие слова: «Biz'i, biz'i, Rudica, // Mater ti je Poganica! // Od Boga prokleta, // Od svetog Ivana sapeta». Здесь идёт речь о том, что Рудица проклята Богом и отлучена от святого Ивана. В комментарии к этим стихам собиратель объяснил, что имя Рудица восходит к её рыжим волосам, и, в конечном итоге, к рыжему Иуде Искариоту. Поганицу на острове относили к числу особенно злых духов. Она скрывалась в облаках, где некоторые различали её голову, руки, ноги. Человек, который хотел её убить, должен был рано утром в Иванов день обнаружить её в одном из облаков и выстрелить пулей из освящённого воска. Таким же образом убивали ведьм. Поганица и Ирудица стараются находиться рядом, и чтобы их отпугнуть, требуется произнести заклинание, часто при этом крестясь. Дочь и мать находятся в воздухе и облаках, ни в раю, ни в аду. У хорватов Полицы Ирудица — это «злой дух женского пола, скитающийся по воздуху и облакам, проклятый богом и преследуемый (на земле) молнией и градом».
В европейском фольклоре вместо Иродиады в вихре могли находиться Ирод, Вечный жид, чёрт, ведьма. По предположению лингвиста Александра Страхова, народные верования в то, что в Иванову ночь ведьмы и женские демоны особо активизируются, восходят к легендам о судьбе Саломеи и её матери.